# Asesinato de Lisa Holm
Lisa Holm, una joven de 17 años de Skövde que trabaja en Blomberg en el municipio de Götene, Suecia, desapareció el 7 de junio de 2015 y su cuerpo fue encontrado días después en un cobertizo. Su desaparición, su búsqueda, el juicio y la condena de Nerijus Bilevicius por su asesinato recibieron una amplia atención de los medios de comunicación en Suecia y Escandinavia.

## Asesinato
El 7 de junio de 2015, Lisa Holm, de 17 años de edad, estaba a punto de terminar su turno en un café donde estaba trabajando durante el verano en Blomberg, cerca de Källby en Västergötland. Envió un mensaje de texto a las 18:23 a su padre en Skövde, donde le explicaba que iba camino a casa en su ciclomotor. Cuando Holm no apareció, su padre fue en automóvil hasta su lugar de trabajo esperando que ella siguiera allí todavía. Cuando en la cafetería encontró el ciclomotor con las llaves aún en el encendido, el dueño de la cafetería y el padre de Lisa registraron la cafetería y las zonas cercanas sin encontrar a nadie. A las 21:47 llamaron a la policía y denunciaron la desaparición de Holm. La policía llegó pronto y comenzó a buscar por la zona con sus perros, y en un granero con varias habitaciones, pero no encontraron nada. Más tarde fue encontrado allí un guante.

## Descubrimiento del cuerpo
El martes 9 de junio, el equipo de búsqueda encontró la funda del móvil de Holm, recibos, billetes y artículos similares, todos ellos identificados como propiedad de Holm. El miércoles 10 de junio, se amplió el área de búsqueda, y se llamó a la versión sueca de la organización Personas Desaparecidas para que ayudase en la búsqueda. Ese día se encontró un par de pendientes en el granero. La tarjeta de licencia de su ciclomotor y las llaves de su casa también fueron encontradas ese día. El viernes 12 de junio, la organización Personas Desaparecidas registró la finca de Martorp a pocos kilómetros del café. Dos personas llegaron allí en coche diciendo que la zona ya había sido registrada. Los representantes de Personas Desaparecidas sospecharon y llamaron a la policía. Continuaron registrando la zona y encontraron una chaqueta y un casco que pertenecían a Holm. Más tarde, esa misma noche, el cuerpo de Holm fue encontrado en un taller cercano.

## Juicio
El tribunal del condado concluyó que Holm había sido asesinada por ahorcamiento o estrangulación. Las pruebas técnicas demostraron que el ADN del ciudadano lituano Nerijus Bilevicius estaba en trozos de cuerda y en diez piezas de ropa de Holm, así como en toda la escena del crimen. La policía y el tribunal también encontraron que Bilevicius no tenía coartada para el día del asesinato. El motivo era de naturaleza sexual. En su computadora la policía encontró pornografía, y los hallazgos técnicos mostraron que había sido muy activo sexualmente en el cobertizo. Sus acciones en Martorp cuando aparecieron personas pertenecientes a Personas Desaparecidas también indicaron que no quería que la policía siguiera buscando en esa zona.
Las circunstancias fueron consideradas especialmente atroces por los investigadores, ya que Holm sólo tenía diecisiete años y era físicamente más débil que Bilevicius. Demostró gran crueldad e intención criminal y la policía declaró que Holm había sufrido antes de ser finalmente asesinada. Bilevicius fue condenado a cadena perpetua el 17 de noviembre de 2015
Su abogado Björn Hurtig apeló el 15 de abril de 2016. Las razones que Hurtig dio para apelar la sentencia de su cliente fueron que alguien más debía haber ayudado o cometido el asesinato y retirado el cuerpo de Holm, tal como pudiera haber sido la esposa del convicto. El 2 de mayo de 2016, el tribunal de apelaciones declinó conceder una nueva revisión o juicio, y su sentencia de por vida se convirtió en definitiva.

## Convicción y secuelas
El 4 de julio de 2016 se anunció que Bilevicius sería conducido a la prisión de Norrtälje, una instalación de alta seguridad. Fue trasladado a Lituania a principios de 2017, y más tarde ese mismo año ganó una apelación y fue condenado a 15 años de prisión, pero un tribunal de apelación de Siauliai a finales de 2017 fijó de nuevo su sentencia en cadena perpetua